# Щербинин, Павел Петрович
Павел Петрович Щербинин (род. 11 июля 1972 года) — российский эстрадный певец, баритон, артист и один из солистов оперного хорового ансамбля Московского Государственного Академического музыкального театра имени К. С. Станиславского и В. И. Немировича-Данченко, педагог сольного пения. Выступает на радио, снимается на телевидении. Являясь концертирующим солистом, Павел Щербинин регулярно выступает в России, гастролировал по Германии, Франции, США, Южной Корее и странам Балтии. В его репертуаре вокальные произведения русских и зарубежных классиков, духовные песнопения, старинные русские романсы, арии из мюзиклов.

## Биография
Павел Петрович Щербинин (Чозгиян) родился в Москве 11 июля 1972 года. Отец — Петр Карпович Чозгиян (эта фамилия имеет древние армянские корни), ветеран педагогического труда, отличник народного просвещения, награждён орденом «Синергия» за вклад в развитие образования. Мама — коренная москвичка Марина Ремировна Чозгиян, урождённая Конышева, заслуженный учитель России, Ветеран труда, Почётный работник атомной промышленности.
Семья Павла очень музыкальна. Мама окончила музыкальное отделение Педагогического института имени Ленина, работала музыкальным руководителем, а затем заведующей в детском садике. Именно она и разглядела в сыне талант и настояла на том, чтобы он занимался музыкой профессионально. С пяти лет Павел начал выступать на сцене.

По ряду причин, Павел взял себе новую фамилию Щербинин, и выбрал он её не случайно. Она появилась благодаря его знакомству с двумя замечательными артистками, оказавшими влияние на формирование его творческой индивидуальности: солисткой музыкального театра им. Станиславского и Немировича-Данченко, заслуженной артисткой РФ Валентиной Михайловной Щербининой и ведущей актрисой Малого театра, заслуженной артисткой РФ Людмилой Николаевной Щербининой, с которыми его связывает многолетняя тёплая дружба.
« [Интеллигентность — это] способность человека думать не о себе, а жить для других. Это ещё сложнее, чем сохранить и реализовать свой талант. Я думаю, что если кто-то так живёт, то он и без особого образования интеллигентный человек.» (из интервью Елене Полторецкой в «Учительской Газете»).
Одной из своих основных музыкальных задач Павел Щербинин считает пропаганду малоизвестной и малозвучащей классики, произведений Цезаря Кюи, Антона Аренского, Кирилла Молчанова,  и др.
Павел Щербинин является первым исполнителем романсов и песен многих современных композиторов; ему посвящены вокальные циклы Р. Леденёва, В. Семёнова, В. Струкова, С. Фоминой, Т. Чудовой.
Особое место в творчестве Павла Щербинина занимает музыка Антонио Сальери. Побывав в Вене, он привез уникальные копии нескольких произведений Сальери, по которым готовит к выходу диск.
Павел Щербинин является автором методики преподавания сольного эстрадного пения, автором и составителем нотного сборника романсов, а также ряда литературных публикаций.
Помимо обширной сольной деятельности, Павел Щербинин также участвует в антерпризах в содружестве с ведущими мастерами сцены: артисткой Театра Сатиры, народной артисткой З. Н. Зелинской и солисткой Большого театра России, народной артисткой РФ Г. И. Борисовой.
Член Союза журналистов Москвы.
Член Российского музыкального союза.

## Творческий путь
В 1991 году окончил 2-е Московское областное музыкальное училище имени С. С. Прокофьева (отделение хорового дирижирования).
В 1995 году окончил Московский Государственный университет культуры (кафедра хорового дирижирования).
В 2003 — РАМ имени Гнесиных (вокальный факультет, курс заслуженной артистки РФ, профессора Шевелёвой Е. И.).
С 1991 года входит в труппу Московского Государственного Академического театра имени Станиславского и Немировича-Данченко.
С 1992 г. — солист Московского концертного театра «Камелия» и творческого центра имени Народной артистки СССР Клавдии Ивановны Шульженко.
С 1996 года — член Союза театральных деятелей Российской Федерации «Всероссийское театральное общество».
С 1997 года — Солист Международного оперного центра имени Ф. И. Шаляпина.
В 1999 году принимал участие в фестивале «Россия — новый век».
В 2004 году принял участие в вечере, посвященном 50-летия творческой деятельности народной артистки России Зои Николаевны Зелинской, которая является не только наставником Павла, но и его многолетним партнёрам по антерпризам.
В 2006 году в Москве состоялся концерт вокальной музыки «Господь, не пошли мне возмездие» в сопровождении органа Римско-Католического собора, посвящённый пятнадцатилетию творческой деятельности Павла Щербинина в театре. В этом же году он был занят в мировой премьере оперы М. Вайнберга «Пассажирка» на сцене Светлановского зала Московского Международного Дома музыки.
В 2008 году был старшим преподавателем института иностранных языков Российского университета дружбы народов (класс эстрадного пения). В 2009 году в вузовском сборнике научных трудов были опубликованы научно-педагогические статьи Павла Щербинина по проблемам преподавания эстрадного сольного пения (под научной редакцией доктора педагогических наук И. Ю. Алиева).
В 2012 году в Большом зале Центрального Дома работников искусств состоялся вокально-эстрадный концерт «Два драгоценных камня», который Павел Щербинин посвятил своим родителям. В нём принимали участие народная артистка России Зоя Зелинская, поэт Андрей Дементьев, певица Ирина Отиева.
В 2016 году в Московском Доме национальностей прошёл творческий вечер Павла Щербинина «Когда над городом дождь», посвященный 25-летию творческой деятельности. Среди авторов произведений — выдающиеся мастера композиции и поэзии: А.Бабаджанян, Я.Френкель, А.Клевицкий, К.Кальварский, Л.Рубальская, Д.Мальцев, М.Минков
В 2019 году стажировался в Испании и окончил курсы сценической режиссуры и актерского мастерства, имеет диплом Школы театрального и киноискусства "ANIMA" (Испания. Директор Альгис Арлаускас Пинедо). 
В феврале 2024 участвовал в концерте, посвященном 100-летию со дня рождения великого композитора Тихона Николаевича Хренникова. Награжден почетной медалью Общественного Регионального Благотворительного Фонда Тихона Хренникова в поддержку музыкальной культуры. 

Входил в состав жюри Московского фестиваля искусств «Вдохновение».

«Концертная деятельность для меня — это счастье, это возможность быть реализованным в этой жизни.» (из интервью Павла Щербинина на радио РАМСИС, 31 августа 2017 года).

## Избранные театральные работы[6]
- Небесный пастух («Дафна» Марко де Гальяно) — первая роль.
- Герольд («Отелло» Джузеппе Верди)
- Слуга Никнаса («Таис» Масне)
- Отец Шартрез («Обучение в монастыре» Сергея Прокофьева)
- Жених («Паяцы» Леонкавалло)
- Красавчик Петушков («Евгений Онегин» Чайковского)

## Сольное творчество

### Концерты и выступления.[7]
- «Меня холодным люди называют…» (Сборник романсов русских композиторов-классиков в сопровождении фортепиано).
- «Господь, не пошли мне возмездие» (ариэтты, арии зарубежных композиторов-классиков в сопровождении органа).
- «Любовь взаимна не всегда» (программа старинного русского романса).
- «Лунный свет» (песни ретро, арии из мюзиклов).
- «Дай руку, друг!» (музыка композиторов Е. Крылатова, Э. Колмановского, М. Таривердиева, и др.)[8]

### Диски и альбомы
1. «Два драгоценных камня» (2012).
2. «Ветер перемен» (2015).
3. «Когда над городом дождь…» (2016).
4. «Солист» (2019) .
5. «Избранное» (2019).
6. «Звезды» (2024).

«Павел Щербинин поёт с душой своей. Владеет голосом, словом. Его ноты идут от сердца и имеют смысл. Мне очень нравится его репертуар, умный и тонкий подбор». — народный артист России Виктор Кривонос о Павле Щербинине.

## Премии и награды
- Лауреат премии Гран-при V Московского фестиваля искусств «Вдохновение».
- Дипломант «Первой степени» Всероссийского конкурса вокалистов «Романсиада».
- Участник фестиваля «Am Bodensee» (1993, г. Фридрихсхафен).
- Участник фестиваля современной музыки «Московская осень» (2009).
- Награждён дипломом за участие в фестивале Русской музыки, посвящённом композиторам М. Мусоргскому и Н. Римскому-Корсакову (2006).
- Награждён серебряной медалью «За заслуги в сохранении Русской культуры». (2006).
- Награждён высшей премией «Признание театрала» (2007).
- Награждён почётной грамотой Министерства культуры (2009).
- Награждён золотой медалью «За заслуги в области сценического искусства» Международного фонда «Миротворец» (2013).
- Удостоен звания Ветеран труда (2016).
- Имеет почётные грамоты и благодарственные письма Министерства культуры, Министерства иностранных дел, Музыкального театра Станиславского и Немировича-Данченко, Союза композиторов России, Международного оперного центра имени Ф. Шаляпина, ЦДА имени А. А. Яблочкиной, ЦДРИ, Русского музыкального просветительского общества[9].
- Награжден  Почётной грамотой Союза театральных деятелей РФ (подписана Народным артистом России, Председателем СТД КАЛЯГИНЫМ А.А.) (2022)
- Награжден почетной медалью Общественного Регионального Благотворительного Фонда Тихона Хренникова (2024).